# Œil pour œil (film, 2019)
Pour les articles homonymes, voir Œil pour œil.
Pour plus de détails, voir Fiche technique et Distribution.
Œil pour œil (Quien a hierro mata) est un thriller espagnol réalisé par Paco Plaza, sorti en 2019.

## Synopsis
En Galice, atteint par une maladie dégénérative, un redoutable trafiquant de drogue, Antonio Padín, quitte sa prison du nord-ouest de l'Espagne pour intégrer une maison de retraite médicalisée où il doit finir ses vieux jours. En effet, il a préféré rejoindre cette résidence plutôt que terminer sa vie chez ses deux fils, le réfléchi Toño et l'impulsif Kiko, qu'il trouve beaucoup trop incompétents pour poursuivre leur business familial. Aussitôt installé dans son dernier lieu de vie, il est pris en charge par le chef des infirmiers, Mario, qui accepte de s'occuper de l'ex-baron de la drogue. Sur le point de devenir père de famille, ce dernier cache un secret : Padín est responsable de la mort de son frère cadet, Julio. Dès lors, il cherche à se venger... 

## Fiche technique
- Titre : Œil pour œil
- Titre original : Quien a hierro mata
- Titre anglais : Eye for an Eye
- Réalisation : Paco Plaza
- Scénario : Juan Galiñanes et Jorge Guerricaechevarría
- Musique : Maika Makovski
- Photographie : Pablo Rosso
- Montage : David Gallart
- Production : Mercedes Gamero, Mikel Lejarza, Emma Lustres et Borja Pena
- Société de production : Atresmedia, Film Constellation, Playtime, Quien Hierro Mata AIE, Sony Pictures International Productions et Vaca Films
- Société de distribution : Netflix (Espagne)
- Pays :  Espagne,  France et  États-Unis
- Format : couleur
- Genre : Drame et thriller
- Durée : 107 minutes
- Dates de sortie : 
  - Espagne : 30 août 2019
  - France : 11 janvier 2021 (VOD)

## Distribution
- Luis Tosar : Mario
- Xan Cejudo : Antonio Padí
- Ismael Martíez : Toño
- Enric Auquer : Kiko
- Marí Vázquez : Julia
- Daniel Currás : Xepas
- Rebeca Montero : Mercedes
- María Luisa Mayol : Ana
- Jessica Serna : Raquel
- Tamara Canosa : Sofí
- Xosé Manuel Esperante : Andrés
- Vàctor Duplá : Alfredo
- Xoel Fernández : Santiago
- César Valdés : Sánchez
- Pepo Suevos : Vicente
- Tamar Novas : Mario Joven

## Distinctions
- 34e cérémonie des Goyas[1]
  - Prix Goya du meilleur espoir masculin pour Enric Auquer
  - Nommé au Prix Goya du meilleur acteur pour Luis Tosar
  - Nommé au Prix Goya du meilleur son